# Najib en Julia
Najib en Julia is een dertiendelige televisieserie geregisseerd door Theo van Gogh. Het is in 2001 in opdracht van de AVRO gemaakt naar een scenario van Justus van Oel.

## Verhaal
Najib en Julia is een op William Shakespeares Romeo en Julia gebaseerd scenario over de onwaarschijnlijke liefde tussen een Haags hockeymeisje en een Marokkaanse pizzakoerier.
Najib (Hanin Msellek) komt uit een traditioneel Marokkaans gezin en hoewel hij een tamelijk vrijgevochten jongen is, valt hij af en toe toch weer terug in het systeem waarin hij is opgegroeid. Zijn broer Nasr (Najib Amhali) zit wegens het dealen in drugs al enige tijd in de gevangenis. Najib is de enige die nog contact met hem heeft. De familie, en met name vader, vindt de schande te groot en wil niets meer van hem weten. Julia (Tara Elders) is een hockeytalent en traint voor Jong Oranje, totdat ze in het bijzijn van Najib haar enkel breekt. Op dat moment wordt de kiem gelegd voor een liefde die vrijwel onmogelijk zal blijken te zijn. 
Julia's vader, Albert (Jack Wouterse), is politieman. Zijn vriend en collega Joost (die corrupt blijkt te zijn) (Maarten Wansink) is de vader van Floris (Thijs Römer), Julia's hockeytrainer is heimelijk verliefd op haar. Spoedig blijkt dat Joost de broer van Najib kent, en dat hij daarmee in de drugs heeft gehandeld en zwart geld heeft gekregen. Daarop verdacht hij dus ook Najib, en toen heeft hij dat aan Albert verteld, en mocht hij niet meer met haar omgaan. Najib en Julia moeten dertien afleveringen lang vechten voor hun liefde. Uiteindelijk vinden Najib en Julia de verdrinkingsdood.

## Rolverdeling

### Hoofdrolspelers
- Tara Elders - Julia
- Hanin Msellek - Najib
- Jack Wouterse - Albert Ruisbroek
- Marlies Heuer - Eefje

### Bijrollen
- Najib Amhali - Nasr
- Maarten Wansink - Joost
- Thijs Römer - Floris